# Samba Gadjigo
Samba Gadjigo né le 12 octobre 1954, est un cinéaste et écrivain sénégalais.
Il se fait remarquer en tant que réalisateur du film Sembene, acclamé par la critique. Né à Kidira qui est une localité frontalière au Sénégal oriental, dans la région de Tambacounda au Sénégal, Samba Gadjigo est diplômé de l'Université de Dakar et de l'Ecole Normale Supérieure de Dakar. Puis il a obtenu son doctorat de l'Université de l'Illinois à Urbana-Champaign aux États-Unis. Il travaille depuis 1986 comme professeur de français à Mount Holyoke College dans le Massachusetts

## Biographie et études
Né à Kidira au Sénégal, Samba Gadjigo est diplômé de l'Université de Dakar et de l'Ecole Normale Supérieure de Dakar. Puis il a obtenu son doctorat de l'Université de l'Illinois à Urbana-Champaign aux Etats-Unis. Il travaille depuis 1986 comme professeur de français à Mount Holyoke College dans le Massachusetts.

## Carrière
En 2015, il réalise le film Sembene! avec Jason Silverman. Le film était basé sur la vie du cinéaste sénégalais Ousmane Sembène souvent connu comme le père du cinéma africain. Le film a eu sa première projection publique au Festival du film de Sundance dans l'Utah. Le film a reçu l'acclamation critique, et a gagné plusieurs prix et accolades aux festivals internationaux de film. Le film a été finaliste pour la Caméra d'Or au Festival de Cannes 2015 et a remporté le Prix du Jury au Festival du Film Africain de Louxor 2016. Il a également remporté le Prix de la Jeunesse aux Escales Documentaires de Libreville 2017, puis le Prix Paul Robeson au Newark Black Film Festival 2016. Le film a ensuite reçu le prix du meilleur documentaire au Festival du film Emerge.
En 2016, Gadjigo a reçu le Prix de la Faculté pour la bourse. Outre le cinéma, il est également un auteur prolifique et a contribué avec le cinéma africain et les droits de l'homme, la recherche sur les littératures africaines et les contributions aux études noires. En mars 2016, il a reçu le prix Meribeth E. Cameron pour la bourse d'études du Mount Holyoke College.

## Filmographie
| Année | Film     | Rôle                              | Genre        | Réf. |
| ----- | -------- | --------------------------------- | ------------ | ---- |
| 2015  | Sembène! | Réalisateur, producteur, écrivain | Documentaire |      |

## Voir également
- Cinéma d'Afrique